# ملعب بيسليت
ملعب بيسليت (بالنرويجية: Bislett Stadion) هو ملعب كرة قدم يستضيف مسابقات ألعاب القوى، يقع في النرويج، وتلعب فيه منتخباتها الوطنية. بدأ بناؤه في 1917 وافتتح في 1922.

## وصلات خارجية
- الموقع الرسمي